# Дресирани мушкарац
Дресирани мушкарац је књига ауторке Естер Вилар из 1971. године. Главна идеја која стоји иза књиге је да мушкарци не угњетавају жене, већ сасвим супротно жене контролишу мушкарце у своју корист. Треће издање књиге објављено је у јануару 2009. године.

## Одзив
Дресирани мушкарац је била прилично популарна књига у време објављивања, делом и због значајног извештавања у штампи.
Вилар се појавила у емисији Тонајтс шоу 21. фебруара 1973. године, како би разговарала о својој књизи. Вестдојчер Рундфунк ју је 1975. године позвао на телевизијску дебату  са Алис Шварзер, која се у то време сматрала водећим представником женског покрета у Западној Немачкој. Расправа је изазвала контроверзу, посебно због високог степена агресивне реторике. На пример, у једном тренутку, Шварзер је изјавила да је Вилар „не само сексиста, већ и фашиста“, и упоредио је њену књигу са нацистичким новинама Јуришник.
Вилар је изјавила да су јој претили смрћу због те књиге: „Нисам довољно широко замишљала о изолацији у којој бих се нашла након писања ове књиге. Нити сам предвидео последице које би то имало за касније писање, па чак и за мој приватни живот - насилне претње до данас нису престале“. 